# Cantón de Escazú
Escazú es un cantón de Costa Rica situado en el Oeste de la provincia de San José, sobre la meseta intervolcánica del Valle Central, y perteneciente a la Gran Área Metropolitana. El cantón cuenta con un total de 71 202 habitantes, según la última proyección demográfica del INEC, ubicándose así como el vigesimosegundo más poblado del país y el noveno de la provincia. Limita al norte con el cantón de San José, al noroeste con el cantón de Belén, al oeste con el cantón de Santa Ana, al sur con los cantones de Mora y Acosta, y al este con el cantón de Alajuelita.
El cantón cuenta con una extensión territorial de 34,49 km², colocándose como el décimo cuarto más extenso de la provincia. Su cabecera es el distrito de Escazú, con categoría de ciudad, y cuenta con un total de tres distritos: Escazú, San Antonio y San Rafael.
Fundado en 1848, el cantón se caracteriza en la actualidad por ser uno de los más importantes de la Gran Área Metropolitana de Costa Rica, y por su alto desarrollo social, comercial y económico, considerándosele como el cantón de mayor desarrollo social del país, esto además por sus altos índices de educación, salud, acceso a Internet y participación ciudadana. En el cantón se basan las sedes en el país de diferentes organismos y compañías internacionales, tales como Microsoft, el Banco Interamericano de Desarrollo (BID), Telefónica, el Banco General, o la Universidad Texas Tech, así como organismos nacionales como el Ministerio de Comercio Exterior (COMEX) y la Autoridad Reguladora de los Servicios Públicos (ARESEP). Por otra parte, el cantón es popularmente conocido como la "Ciudad de las Brujas", esto debido a la gran cantidad de leyendas y mitos que se cuentan de este cantón, pero en especial la leyenda de la Bruja Zárate. El cantón cuenta con un Índice de Desarrollo Humano de 0,974, clasificado como muy alto.

## Toponimia
El término y el nombre actual del cantón, «Escazú», hace referencia a la palabra indígena huetar «Itzkatzu», que significa "sesteo" o "piedra de descanso", es decir, un lugar de descanso.
Por otra parte, según el monseñor Bernardo Augusto Thiel Hoffman, el nombre del cantón proviene de los vocablos indígenas «Isca» y «Hu», que significan "aquí" y "palenque" respectivamente, por lo que se interpreta que Escazú significa "aquí hay un palenque", más otra versión del historiador alemán Walter Lehmann, menciona que estos dos vocablos hacen referencia a la palabra hormiguero, donde Isca significa hormiga y Hu es igual a casa. El monseñor Thiel también supone más adelante que el vocablo «Tzu» puede significar cerro o pecho, o punta de cerro.
El monseñor Thiel también menciona que, para 1723, a la localidad se le conocía como «Iscasú», «Yacasú» y «Escasú». Por otra parte, en un expediente levantado en el año 1755, ante una negativa de los escazuceños de establecerse en San José, aparecen entre algunos de los nombres de la localidad «Descasú», «Escasú», «Iscasú» e «Izcasú».
Entre otras versiones, en una revista de la Universidad de Costa Rica del año 1970, el historiador Luis Fernando Sibaja agrega que, dada la carencia de mayores fuentes de información, no cree que se pueda llegar a conclusiones categóricas en este asunto y se limita luego a citar las dos versiones que conoce acerca del origen de dicho término. La primera versión es de Norberto de Castro y Tossi, quien sostiene como una probabilidad de que algunos topónimos costarricenses, a los que no se les ha podido encontrar una etimología autóctona satisfactoria, sean de origen vasco. Entre algunas destaca «Irazú», que significaría "helechal" o "lugar de helechos", y «Errazú», que significaría retamal o lugar de retamas. Menciona que Escazú podría venir de la raíz esca: seto, o sea lugar de setos.
Recuerda el señor Tossi su teoría con el argumento de que los nombres citados son tardíos, es decir, no figuran en la toponimia de la primitiva Conquista. En este caso, ese elemento de juicio responde a las circunstancias, pues ya se ha visto que el nombre de Escazú aparentemente no aparece sino hasta a principios del siglo XVIII.
La segunda versión que se conoce es de carácter más popular. De acuerdo con la misma existía una activa relación comercial entre los indígenas de los pueblos de Aserrí y Pacaca. En el largo camino que unía a ambas poblaciones, había un sitio donde los indios hacían un alto para recuperar sus energías; a este lugar le llamaban «Iscat-Zu», o sea "piedra de descanso", y correspondía a lo que luego se va a denominar paraje de Escazú. De esta segunda versión hay un aspecto que corresponde plenamente a la realidad, a saber: la existencia, desde los tiempos en que los indígenas fueron reducidos a poblado, de un camino que comunicaba a Aserrí con Pacaca y que pasaba por Escazú. Visto desde una perspectiva más amplia el trayecto citado era solo un tramo de la ruta que comunicaba a Cartago con la costa del Pacífico. El licenciado Carlos Meléndez Chaverri la describe de la siguiente forma:

"En efecto, existía un camino, llamémoslo principal, que ponía en relación a Ujarrás con Cartago, y que de ésta por el lado de Coris y las Amoladeras se pasaba a Aserrí. Que de Aserrí salía otro que comunicaba con Barba por el paso del Virilla, pero que el principal partía hacia Pacaca, pasando por lo que hoy es Escazú y Santa Ana.
Esta ruta de Pacaca seguía hacia el Pacífico por la margen izquierda del Virilla posiblemente por Piedras Negras para buscar el paso de Balsa, pasar a la otra margen y salir al Pacífico".

Por último, ciertos cabalísticos sostienen que Itzkatzu se escribe también de las siguientes formas: «Itzkatzu», «Ixaxu», «Itsxaxu», e «Iscasú». Derivado de estos vocablos indígenas, en especial del último, Iscasú, se escribió el nombre desde el inicio histórico del mismo hasta el año de 1940, así: Escasú.
En su tenaz lucha por la variante en la forma de escribir el nombre de Escasú, por el de Escazú, el padre Antonio Forn Casamitjana sostenía como tesis principal para lograr su objetivo que no existía razón alguna para que Escasú se escribiera son S y no con Z, daba como ejemplo los siguientes vocablos indígenas terminados en "zu": Irazú, Tarrazú, Iguatzú, etc. Aunque al principio hubo cierta resistencia al cambio de la Z por la S, la verdad es que al empeño y a la tesis que él sostenía y defendía para lograr su objetivo, Escazú se escribe a partir del año 1940 con Z.

## Historia

### Orígenes
Las primeras ocupaciones registradas del territorio al que hoy pertenece el cantón de Escazú se remontan a entre los siglos III y XVI al arribo de los españoles. El territorio en esta época se encontraba ocupado por el antiguo Reino Huetar de Occidente, una nación amerindia y uno de los dos grandes reinos indígenas de la parte central del país, reinado por el Cacique Garabito. En el territorio se han encontrado varios sitios arqueológicos con piezas de asentamientos, calzadas, talleres, objetos antropomorfos y sitios funerarios, distribuidos entre los tres distritos del cantón. El sitio arqueológico más antiguo se sitúa en el distrito de San Antonio, donde fueron hallados fragmentos cerámicos de que datan a entre los años 1000 y 500 a. C. La región contaba con cierta influencia de los Caciques Aczarri y Coquiba; el primero dominaba una gran parte de lo que compone el actual cantón de Aserrí, y el segundo dominaba la entonces conocida región de Pacaca, hoy la mayor parte del cantón de Mora.
Durante la Conquista, el territorio que cubre esta región, se conocía como los Valles de Barba. Este cubría también ciertas partes de los cantones de San José, Heredia y Barva, y se extendía, de norte a sur, desde el río Virilla hasta las faldas del volcán Barva. El territorio, durante esta época, también fue un sitio de descanso para los viajeros indígenas que iban a Pacaca para seguir hacia los actuales cantones de Aserrí y Curridabat o la cordillera de Talamanca, y ya fuera con fines comerciales o bélicos, los nativos forzosamente paraban ahí. Algunos de aquellos grupos seminómadas se asentaron en el lugar, explotando la riqueza de los suelos para sus cultivos.
El primer español que atravesó la localidad fue Juan de Cavallón y Arboleda, en 1561. En este tiempo, el Camino Real o Camino de Cavallón era un camino que venía de Caldera, Esparza, Balsa de Atenas, Piedras Negras, Pacaca y por último, Mata Redonda. De aquí se tomaba al este el camino real a Cartago por Salitral o San Antonio de Desamparados, Patarrá de Desamparados, Picacho, Tobosi, El Guarco y de aquí se podía continuar al Atlántico por Ujarrás, Tucurrique y Matina, mientras que al sur, este camino llevaba al Pacífico, tomando Desamparados, Aserrí, Quepos y Parrita, al norte, se pasaba el río Virilla, Heredia (Cubujuquí) y Barva. Este camino, que atravesaba el actual cantón de Escazú, contaba con varios sembradíos de trigo y maíz a lo largo de su trayecto.
Durante el siglo XVII, unas cuantas personas y familias comienzan a poblar el actual territorio del cantón de Escazú, entre ellas las familias de los conquistadores, así como ganaderos y agricultores, principalmente. Asimismo, oligarcas y gobernantes adquirieron tierras y propiedades en esta región, la mayoría para cultivos de trigo y maíz y para hatos ganaderos, entre ellos el gobernador de la provincia de Costa Rica, Juan de Ocón y Trillo.
El 4 de marzo de 1691, se realiza una escritura que menciona la referencia más antigua de una localidad dentro del actual territorio del cantón. En ella se menciona una finca de nombre «El Guachipelín», el cual es el actual nombre de una de las comunidades del actual distrito de San Rafael. Asimismo, se menciona una localidad conocida como «Los Anonos», el nombre de otra comunidad actual del distrito de San Rafael.
En 1711, se construyó un pequeño oratorio establecido por el monseñor Benito Garret y Arloví, obispo de Nicaragua y Costa Rica. Para 1721, la localidad era conocida bajo el nombre de «Escasú».
Para 1755, el territorio del actual cantón de Escazú se encontraba moderadamente poblado, sin embargo, Tomás López del Canal, entonces alcalde de Cartago, emitió un decreto ordenando y obligando a los habitantes a poblar la Villa Nueva de la Boca del Monte, actualmente San José. Los escazuceños no quisieron obedecer y ante tal actitud el gobernador de Costa Rica, Francisco Fernández de la Pastora y Miranda, resolvió pedir consejo a la Real Audiencia de Guatemala, la cual dictaminó que en consecuencia se procedería en la forma que se tenía proyectada para despoblar el valle de Escazú, haciendo que los habitantes de éste se trasladen y sitúen en el pueblo de la Villa Nueva de la Boca del Monte, sea que la forma proyectada era ni más ni menos que quitar las tejas de las casas de los escazuceños, desarmar las casas y edificarlas nuevamente en San José, no obstante, el despoblamiento no fue total.
En 1793, finaliza la construcción del primer templo católico de la localidad, la actual Parroquia San Miguel Arcángel, localizada actualmente en el distrito de Escazú. 
En el gobierno de Juan Mora Fernández, el 11 de noviembre de 1824, mediante la Ley n.º 20, se le otorgó el título de villa a la población de Escazú (o San Miguel), cabecera del nuevo cantón posteriormente creado.
El 4 de noviembre de 1825, mediante la Ley n.° 63, se divide al Estado de Costa Rica en dos grandes departamentos, el departamento Oriental y el departamento Occidental. Mediante ella, Aserrí se constituyó como un distrito, parte del departamento Oriental. 
En la división territorial administrativa de Costa Rica de 1836, aparece Escazú como un pueblo en la provincia de San José. Posteriormente, el 1° de diciembre de 1841, mediante la Ley n.º 22, Escazú pasó a convertirse en un barrio llamado barrio de Escasú, parte del Departamento de San José, y al cual lo conformaban el territorio del actual cantón de Escazú, así como una pequeña parte de los actuales cantones de Santa Ana y Alajuelita. El barrio de Escasú quedaba dividido en cinco cuarteles: San Miguel, Nuestra Señora de Mercedes, San José, San Joaquín y San Antonio.

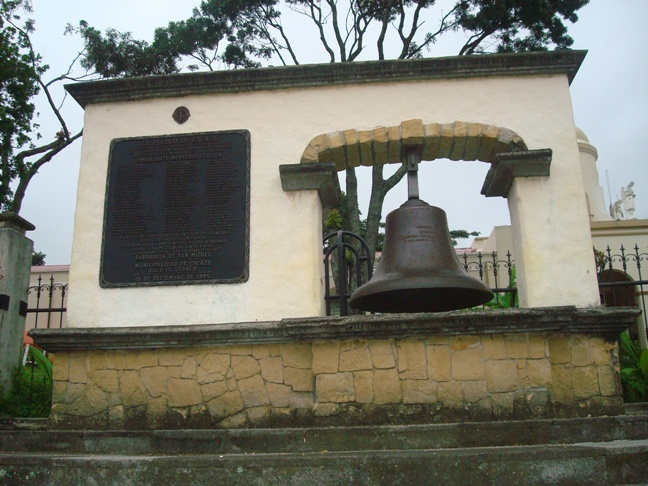
Monumento a los héroes escazuceños de la Campaña Nacional de 1856-1857, en el distrito de Escazú.

### Cantonato
En la Constitución Política del 30 de noviembre de 1848, se estableció una nueva división política y administrativa que contempló la nomenclatura de provincias, cantones y distritos parroquiales. De entre los cantones de la provincia de San José, se encontraba el cantón de «Escazú y Pacaca», decretado el 7 de diciembre del mismo año, y extendiéndose también, como lo dice su nombre, hasta parte de la entonces región conocida como Pacaca, que cubre hoy los actuales cantones de Santa Ana, Mora, Puriscal y Turrubares.
A finales de 1848, se llevó a cabo la primera sesión del Concejo Municipal de Escazú, integrado por los regidores propietarios Florencio Marín, como presidente, Jacinto Elizondo, como vicepresidente, y Antonio Solís, como fiscal. El secretario municipal fue Anselmo de Rojas y el jefe político Vicente Rojas.
Durante la Campaña Nacional de 1856-1857, el cantón de Escazú aportó un total de 126 soldados para enlistarse en las filas del ejército nacional.
La primera escuela se construyó en 1864, la cual recibió el nombre de Escuela de Escazú, y, posteriormente, en 1938, se edificó la Escuela República de Venezuela. El Liceo de Escazú iniciaría sus funciones en marzo de 1970.
El 7 de agosto de 1868, mediante el Decreto n.° 30, Puriscal (conjunto al actual cantón de Turrubares) se separa del cantón de Escazú y se erige como cantón.

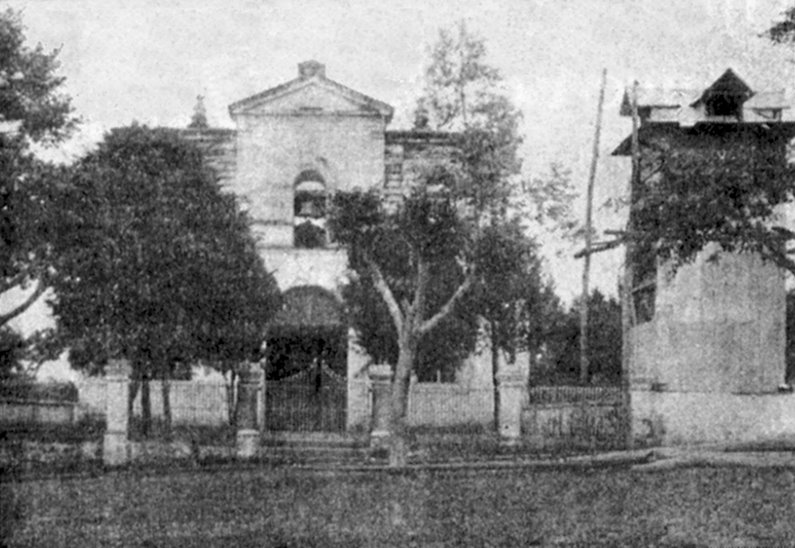
Parroquia San Rafael Arcángel en 1910, en el distrito de Escazú.

El 25 de mayo de 1883, mediante el Decreto n.° 8, Pacaca (hoy el actual cantón de Mora) se separa del cantón de Escazú y se erige como cantón.
En la división territorial escolar, establecida por la Ley General de Educación Común, del 26 de febrero de 1886, para la creación de Juntas Municipales de Educación, aparece Escasú como cantón escolar de la provincia de San José, además, aparecen entre sus distritos escolares, los distritos de "Escasú", "Santa Ana" y "Uruca".
El 29 de agosto de 1907, mediante la Ley n.° 8, Santa Ana se separa del cantón de Escazú y se erige como cantón.
El 27 de mayo de 1920, por medio de la Ley n.º ´10, la villa de Escazú recibe el título de ciudad.
El 4 de marzo de 2018, tras cuatro años de negociaciones, se adoptó en la ciudad de Escazú el tratado internacional del Acuerdo Regional sobre el Acceso a la Información, la Participación Pública y el Acceso a la Justicia en Asuntos Ambientales en América Latina y el Caribe, más conocido como el Acuerdo de Escazú.

## Gobierno local

### Alcaldía
Conforme al Régimen municipal de Costa Rica, la alcaldía y las vicealcaldías del cantón son electas popularmente mediante sufragio universal cada cuatro años. En las elecciones municipales de Costa Rica de 2020, el candidato del Partido Nueva Generación, Arnoldo Valentín Barahona Cortés, resultó reelecto como alcalde con el 40,82% de los votos totales. Los vicealcaldes son Karol Tatiana Matamoros Corrales y Jorge Andrés Rojas Zúñiga.
Alcaldes desde las elecciones de 2002.
| Periodo   | Nombre                  | Partido |
| --------- | ----------------------- | ------- |
| 2002-2006 | Marco Segura Seco       | PLN     |
| 2006-2010 | Marco Segura Seco       | PLN     |
| 2010-2016 | Arnoldo Barahona Cortés | PYPE    |
| 2016-2020 | Arnoldo Barahona Cortés | PYPE    |
| 2020-2024 | Arnoldo Barahona Cortés | PNG     |

### Concejo Municipal
Al igual que la elección de la alcaldía y vicealcaldías, los integrantes del Concejo Municipal son electos popularmente cada 4 años. El Concejo Municipal de Escazú se integra por un total de 7 regidores, propietarios y suplentes, y 3 síndicos, propietarios y suplentes, y cuyo presidente es el regidor propietario Carlomagno Gómez Ortiz, del Partido Terra Escazú, y su vicepresidente es el regidor propietario José Campos Quesada, del Partido Nueva Generación. Actualmente está integrado por:

Actual distribución del Concejo Municipal después de las elecciones de 2020.
|                                                      |                                             |                  |           |
| Partidos políticos en el Concejo Municipal de Escazú |                                             |                  |           |
| Partido político                                     | Partido político                            | Partido político | Regidores |
|                                                      | Partido Nueva Generación (PNG)              |                  | 3         |
|                                                      | Partido Yunta Progresista Escazuceña (PYPE) |                  | 3         |
|                                                      | Partido Terra Escazú (TERRA)                |                  | 1         |

## Organización territorial
El cantón de Escazú se divide administrativamente en tres distritos, siendo la cabecera el distrito de Escazú. Cada distrito, según el Régimen municipal de Costa Rica, posee un Concejo de Distrito el cual se encarga de velar por sus temas correspondientes, y se integra por los síndicos, propietarios y suplentes, y los concejales.
| Distritos del cantón de Escazú | Distritos del cantón de Escazú | Distritos del cantón de Escazú | Distritos del cantón de Escazú | Distritos del cantón de Escazú |
| #                              | Distrito                       | Área (km²)                     | Población (2016)               |                                |
| ------------------------------ | ------------------------------ | ------------------------------ | ------------------------------ | ------------------------------ |
| 1                              | Escazú                         | 4,56                           | 13 529 hab.                    |                                |
| 2                              | San Antonio                    | 17,01                          | 26 397 hab.                    |                                |
| 3                              | San Rafael                     | 12,96                          | 27 436 hab.                    |                                |

## Geografía

### Localización
El cantón de Escazú es el segundo de la provincia de San José y tiene una extensión territorial de 34,49 km², y se encuentra ubicado parcialmente dentro del Valle Central de Costa Rica. El cantón es predominantemente urbano, especialmente en los distritos de Escazú y San Rafael. El distrito de San Antonio es, a su vez, predominantemente rural.

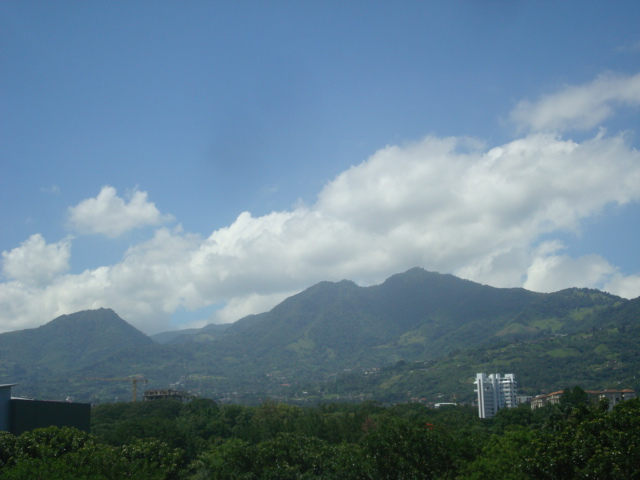
Vista de los Cerros de Escazú, desde el distrito de San Rafael.

| Noroeste: San José, Belén, Santa Ana | Norte: San José   | Noreste: Alajuelita, San José |
| Oeste: Santa Ana                     |                   | Este: Alajuelita              |
| Suroeste: Santa Ana                  | Sur: Mora, Acosta | Sureste: Alajuelita           |

### Relieve
El cantón de Escazú cuenta con varios relieves que aumentan de dirección sur a norte. El cantón tiene una elevación media de 1 200 metros sobre el nivel de mar (m s. n. m.). Las elevaciones sobre el nivel del mar, del centro urbano de los poblados de distritos del cantón, son las siguientes: Escazú, a 1 101 m s. n. m., San Antonio, a 1 245 m s. n. m., y San Rafael, a 1 042 m s. n. m. El punto más alto del cantón es el cerro Cedral (3 040 m s. n. m.) ubicado en el extremo sur del cantón, en los cerros de Escazú, y el cual funciona como punto limítrofe entre Escazú y los cantones de Alajuelita, Mora y de Acosta. 
Otras cimas de importancia son; el cerro Pico Blanco, a 2 271 m s. n. m., el cerro La Bandera, a 1 853 m s. n. m., el Alto de Tapezco, a 1 960 m.s.n.m, y el cerro San Miguel, a 2 035 n.s.n.m.

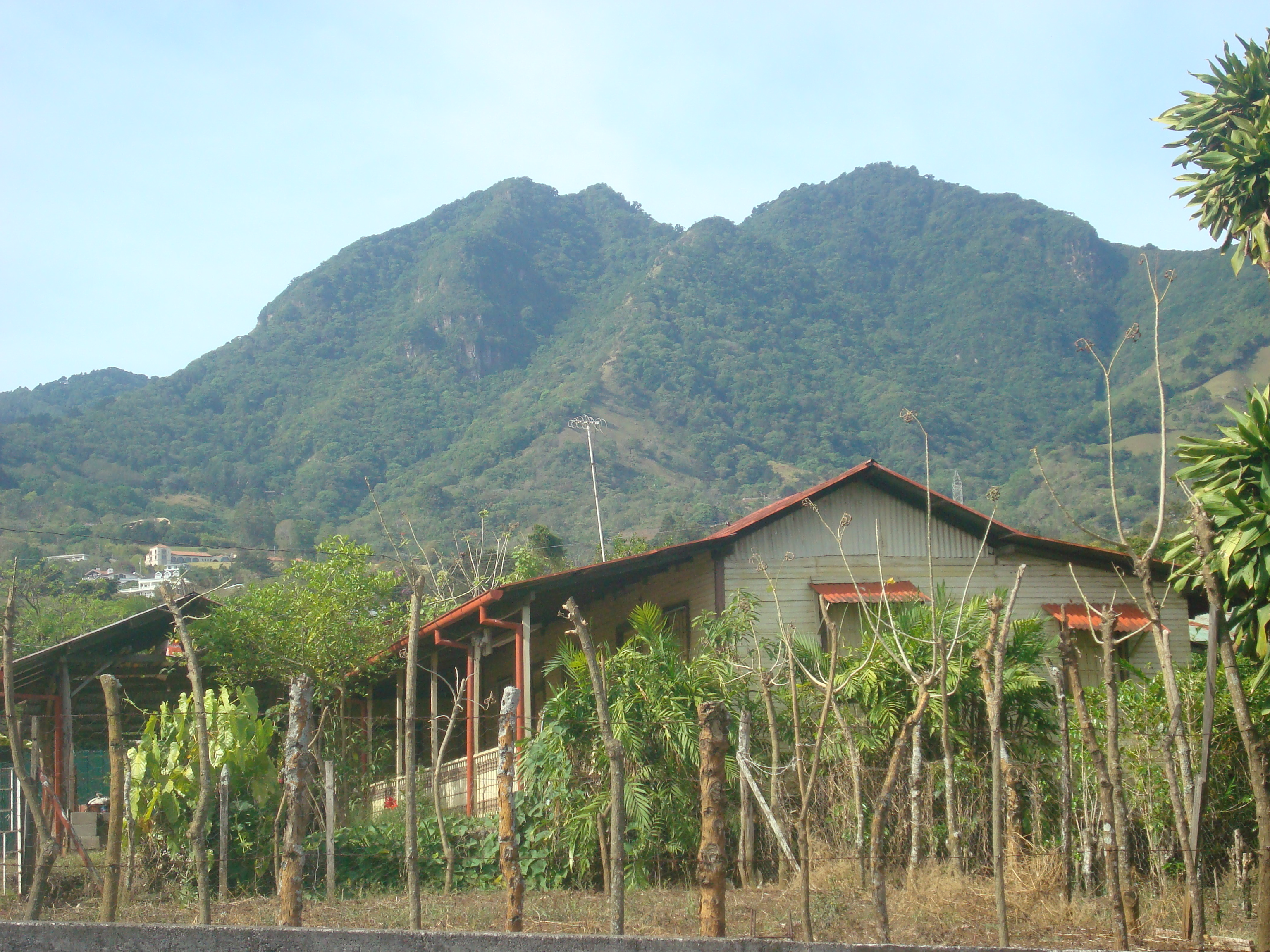
Vista de una casa rural con los Cerros de Escazú de fondo.

#### Uso del suelo
Un 35% del área, en el norte y noreste, es apta para cualquier uso con métodos sencillos de manejo. La parte central, que corresponde a un 30% de la superficie cantonal, es apta para cualquier uso, excepto para cultivos anuales ya que los suelos son muy propensos a la erosión. El 38% restante, debe de ser destinado a la protección, ya que son terrenos con pendientes demasiado fuertes.

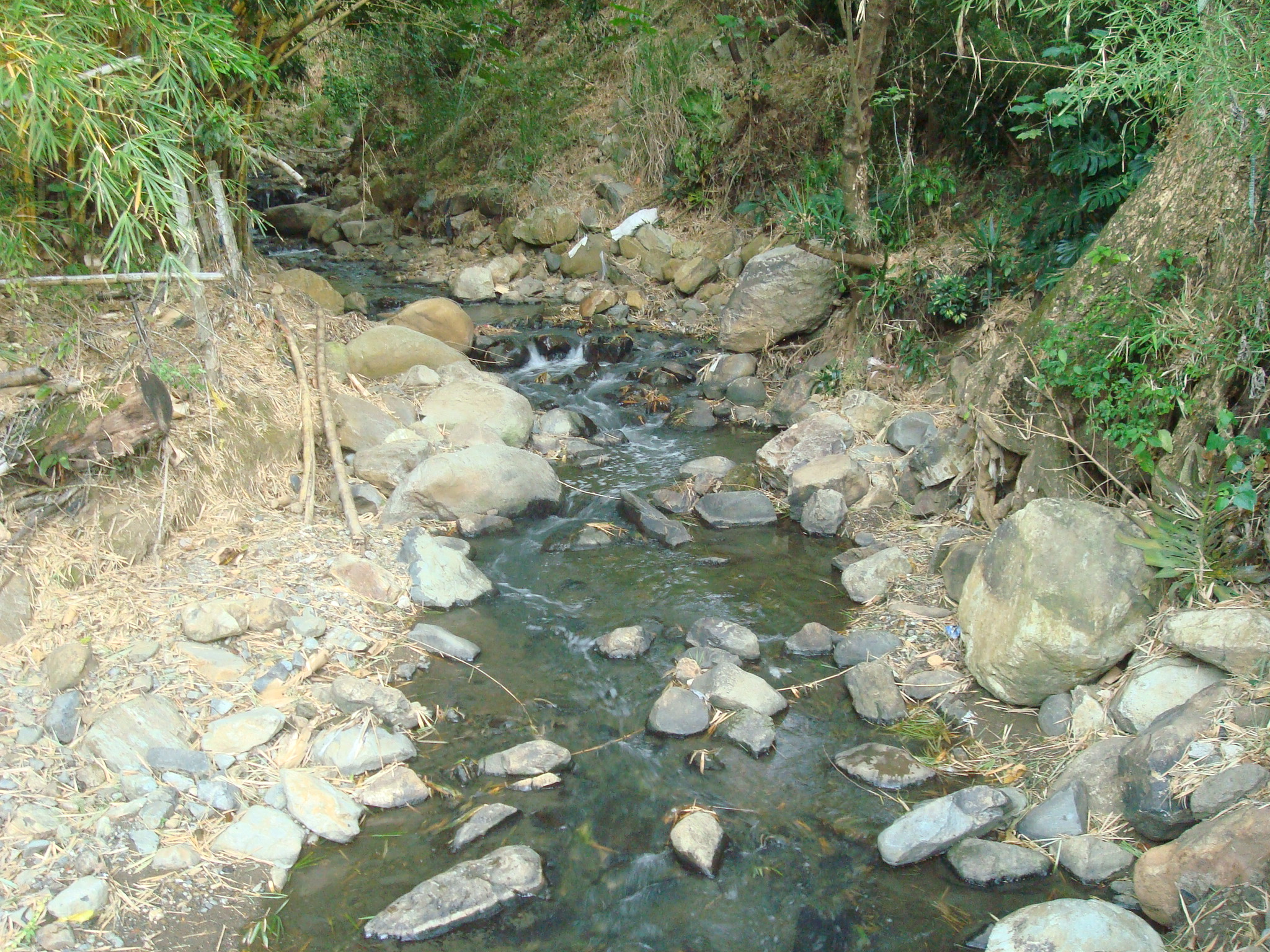
Vista del río Agres, que divide al cantón de Escazú del cantón de Alajuelita.

### Geología
El cantón de Escazú está compuesto geológicamente por materiales volcánicos de los periodos terciario y cuaternario, y son las rocas de la época terciaria las que predominan en la región. Del periodo terciario, se localizan al oeste del cantón y cerca del límite administrativo con el cantón de Santa Ana, rocas sedimentarias e intrusivas, características de la época geológica del Mioceno. Se pueden ubicar también, cerca del límite administrativo con los cantones de San José y Alajuelita, otros materiales tobáceos y propios de este periodo como interestratificaciones de conglomerados brechosos y areniscas conglomeráticas, areniscas, limolitas y lutitas.
Por otra parte, del periodo cuaternario, se localizan en el norte del cantón materiales y rocas propias de este periodo como lavas, tobas y piroclastos, todos materiales volcánicos, así como se localizan en el centro y sur del cantón otros materiales como rocas sedimentarias y depósitos fluviales y coluviales.

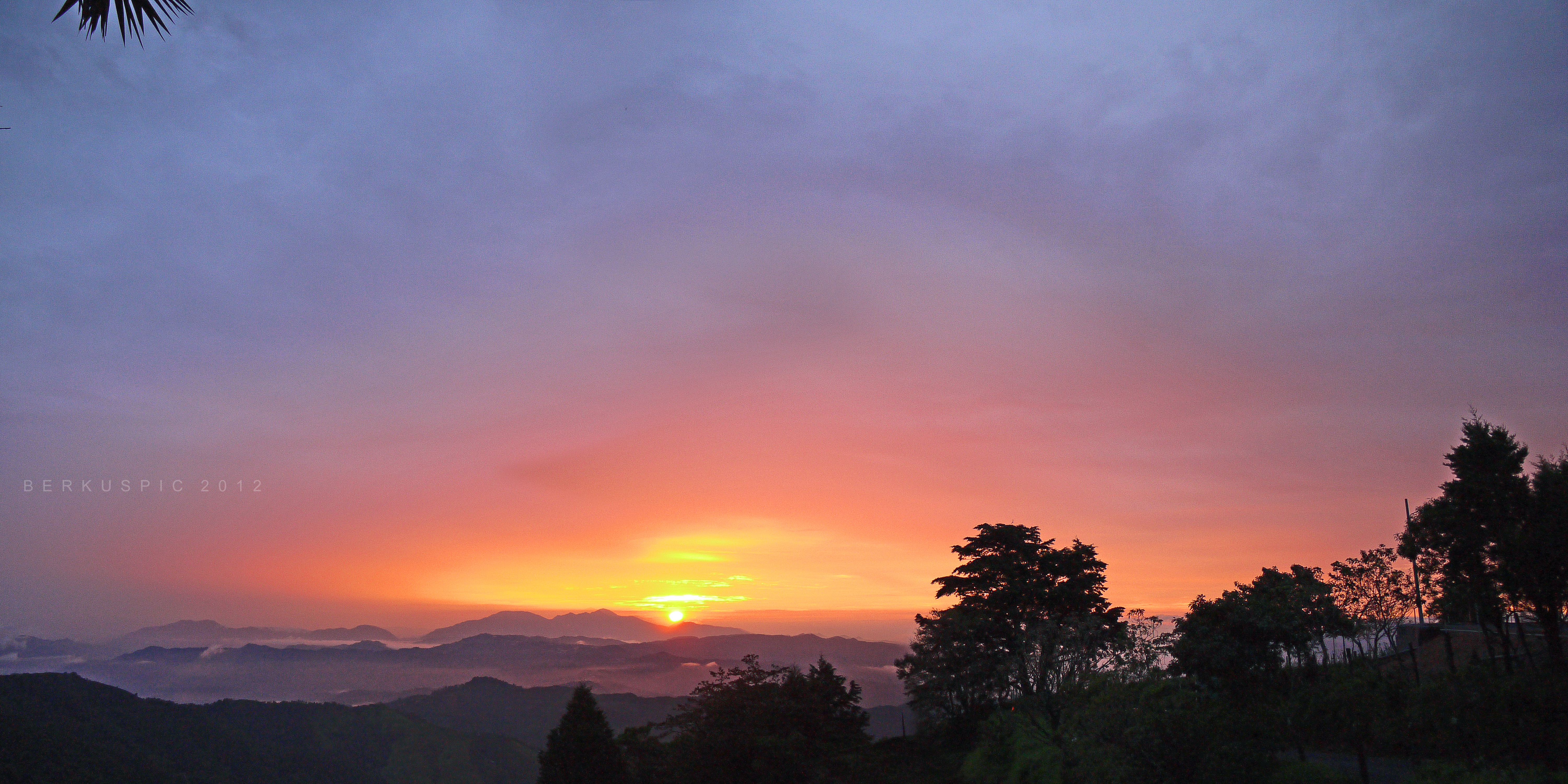
Panorámica de la Zona Protectora Cerros de Escazú.

#### Geomorfología
El cantón de Escazú forma parte de tres unidades geomorfológicas; la de origen volcánico, la de acción intrusiva, y la de denudación en rocas volcánicas tobáceas y fluviátiles. De estas tres unidades, las dos últimas pertenecen a formación Pacacua. La primera unidad, de origen volcánico, se encuentra al norte y sureste del centro del distrito de Escazú, y presenta superficies planas onduladas. Está compuesta por rocas volcánicas, como lavas, tobas e ignimbritas, cubiertas por ceniza en un espesor variable. 
La segunda unidad, de acción intrusiva, se divide en dos subunidades, denominadas Macizo de Escazú y loma del Alto de las Palomas. La subunidad Macizo de Escazú se encuentra en el sur del cantón y presenta laderas de fuerte pendientes. Está compuesta por rocas ígneas intrusivas y volcánicas con escamas o intercalaciones de sedimentos. Por otra parte, la subunidad loma del Alto de las Palomas se encuentra en una franja que abarca desde el noroeste del cantón hasta el sur del distrito de San Antonio, y presenta lomas alargadas y laderas de pendiente suave, redondeadas y convexas. Está compuesta por ignimbritas como areniscas tobáceas muy meteorizadas y algo afectadas por la acción hidrotermal.
La tercera unidad, de denudación en rocas volcánicas tobáceas y fluviátiles, se encuentra en el oeste del cantón, y presenta lomas con pendientes suaves. Está compuesta por areniscas tobáceas y conglomerados, todas muy meteorizadas.

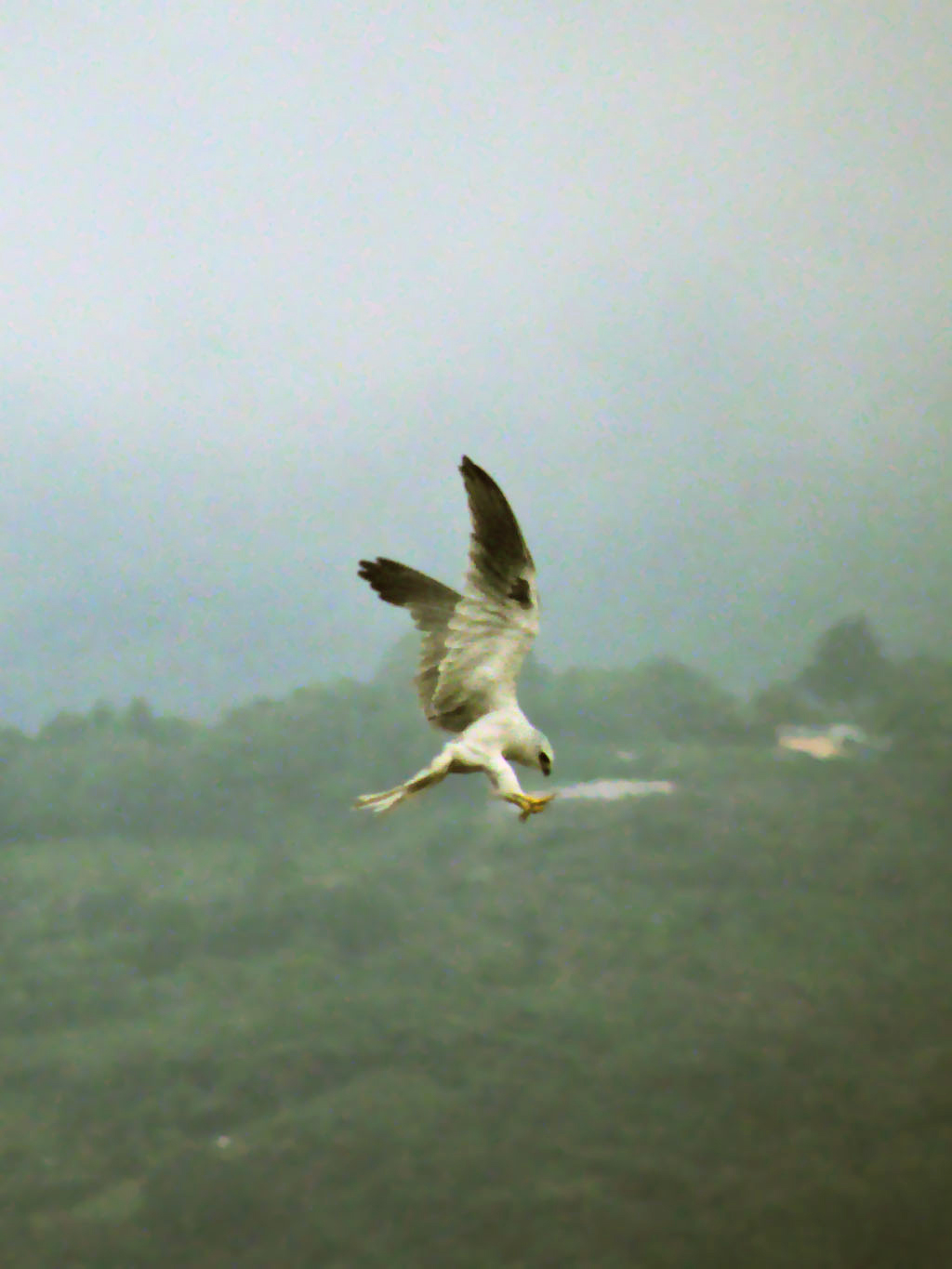
Vista de un elanus de cola blanca en busca de presas, en Escazú.

### Hidrografía
El sistema fluvial del cantón de Escazú pertenece a la vertiente del Pacífico, así como a la cuenca del río Grande de Tárcoles. El sistema del cantón es drenado por el río Agres, al cual se le unen los ríos Chiquero, Cruz y Convento. La mayoría de estos ríos nacen en el cantón, en los Cerros de Escazú, y van en un rumbo de sur a norte y de sureste a noroeste. Además, los ríos Virilla, Tiribí y Agres funcionan también como límites cantonales.

### Clima
El clima del cantón de Escazú es tropical de sabana (tipo Aw), y cuya época seca va desde diciembre hasta marzo, y la lluviosa desde mayo a octubre, típico del clima del Valle Central. Cuenta con una temperatura que oscila entre los 15 y 26 °C, y precipitaciones que promedian los 2 016 mm al año. El cantón además es parte de la subregión climática del Valle Central Oriental (VC2), que a su vez forma parte de la región climática del Valle Central.

### Flora y fauna
El cantón de Escazú cuenta, según el sistema de clasificación de zonas de vida de Costa Rica, con las formaciones forestales de bosque húmedo premontano, bosque muy húmedo premontano, y bosque muy húmedo montano. Es por ello que en el cantón se pueden encontrar fauna como mariposas, ranas, martinillas, comadrejas, conejos, pizotes, palomas, jilgueros, coyotes, ardillas y colibríes, así como flora como passifloras, bromelias, orquídeas, iridáceas, montanoas, copey, cipresillos, robles sabana, nísperos, entre otros.
El sur del cantón se encuentra cubierto por la Zona Protectora Cerros de Escazú, la cual abarca una gran diversidad de hábitats y la biodiversidad. Una pequeña parte del este del cantón también se encuentra cubierta por el Bosque Natural La Verbena, que comparte con el cantón de Alajuelita.

## Gastronomía

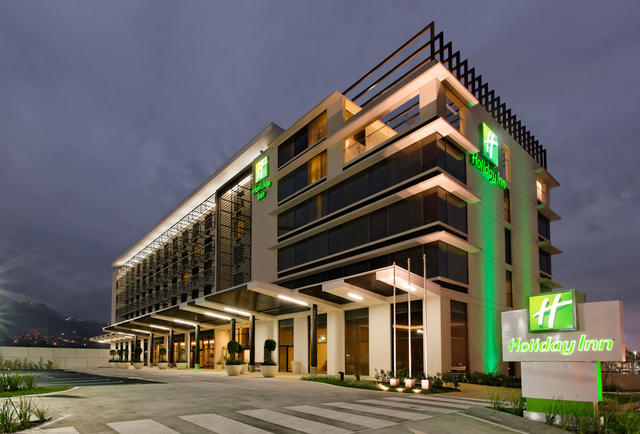
Holiday Inn en el distrito de San Rafael.

La economía del cantón de Escazú es diversificada, siendo la más importante la que respecta al comercio, los servicios, restaurantes, hoteles, el sector inmobiliario y financiero. El distrito de San Rafael posee una alta concentración de áreas residenciales. Un 67.23% de la población es económicamente activa, significativamente mayor al porcentaje nacional (56.8%). El cantón es asiento de nueve escuelas públicas y nueve escuelas privadas (tres por distrito), así como nueve colegios académicos (tres públicos). Escazú es uno de los cinco cantones de Costa Rica donde se ha reducido más drásticamente el área destinada a actividades agropecuarias. La agricultura se desarrolla principalmente en el distrito de San Antonio, donde se producen café, hortalizas y frutas.
En el cantón se pueden encontrar a instituciones gubernamentales como el Ministerio de Comercio Exterior (COMEX), la Autoridad Reguladora de los Servicios Públicos (ARESEP), o la Superintendencia de Telecomunicaciones (SUTEL). También se ubican las sedes en Costa Rica de organismos y empresas internacionales como Microsoft, el Banco Interamericano de Desarrollo (BID),  Movistar, el Banco General, el Banco Davivienda, Grupo Roble, o la Universidad Texas Tech. Asimismo, en el cantón se encuentran diversos centros comerciales como Multiplaza Escazú, Avenida Escazú, Plaza Tempo o Escazú Village, y hoteles como Holiday Inn, Sheraton, Intercontinental o Courtyard de Marriott.
Por otra parte, en el cantón se pueden encontrar embajadas y consulados de países como Corea del Sur, Uruguay, Suecia, Turquía, Bélgica, Barbados y Catar.
Por otra parte, de acuerdo con el Índice de Competitividad Cantonal, el cantón de Escazú se ubica en el puesto 3.º a nivel nacional, destacándose en las áreas de grado de dependencia de transferencias del sector público, gasto en red vial por km de red vial cantonal, porcentaje de viviendas con teléfono fijo, índice de competencia, ingresos municipales per cápita, gasto municipal no administrativos per cápita, egresos municipales per cápita y porcentaje de viviendas con Internet.

## Infraestructura

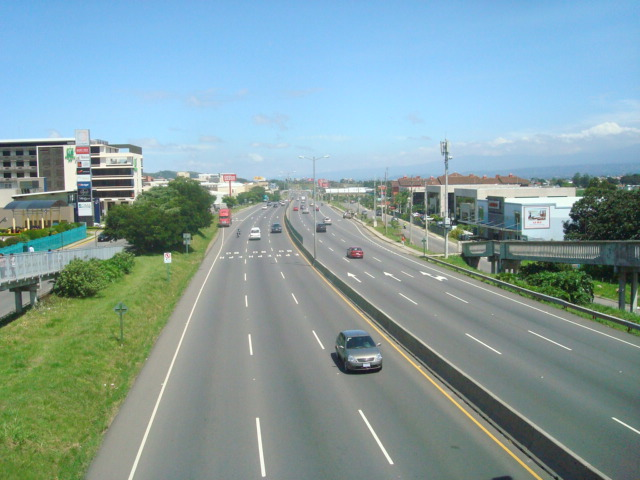
Vista de la Ruta 27, en el distrito de San Rafael.

### Vías de comunicación
La principal vía de comunicación del cantón de Escazú es la Ruta Nacional N.º 105, que inicia en la comunidad de Barrio Palermo, en el distrito de San Rafael, y finaliza en el norte del distrito de San Antonio, conectando a los tres distritos del cantón y a estos con el cantón de Alajuelita y con la Ruta Nacional N.º 27, la cual conecta a su vez al cantón con los de Santa Ana y San José. Otra ruta de importancia es la Ruta Nacional N.º 167, que sirvió, antes de la construcción de la Ruta N.º 27, como la principal vía de comunicación entre este cantón y la ciudad de San José.
Entre otras carreteras importantes se pueden mencionar: la Ruta Nacional N.º 121, que conecta al distrito de Escazú con el distrito central del cantón de Santa Ana, y la Ruta Nacional N.º 177, que conecta a Escazú con el cantón de Alajuelita. La Ruta Nacional Terciaria N.º 310 atraviesa el cantón en dirección suroeste—noroeste con una intersección con la Ruta N.º 27, llegando a Pozos de Santa Ana.

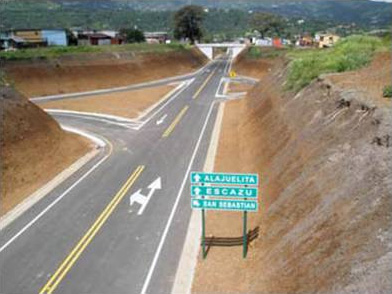
Vista de la Radial a Escazú, Ruta Nacional N.º 177, que conecta al cantón con los de San José y Alajuelita.

### Desarrollo urbanístico
La mayor concentración de zonas residenciales del cantón se ubica en el distrito de San Rafael, donde se encuentran viviendas que responden a situaciones socioeconómicas muy opuestas; por ejemplo, en la zona del Bajo de Los Anonos habita una gran cantidad de población que vive en condiciones de hacinamiento y precariedad y, por otra parte, existen zonas residenciales de muy alta plusvalía, como el residencial Trejos Montealegre y sus alrededores.
Desde el punto de vista de desarrollo urbanístico, urbanizaciones como Trejos Montealegre, Anonos y Palermo (norte de San Rafael) se encuentran en zonas de poca pendiente, por lo que estas urbanizaciones se caracterizan por presentar desarrollos habitacionales concentrados, sin aglomeración de viviendas entre sí, con una infraestructura de excelente calidad y lotes entre 1500 a 2000 m². La parte norte del distrito de San Rafael es generalmente la que tiene los lotes de mayor tamaño (entre 1500 y 5000 m²), y por ende, más caros. Presenta un alto desarrollo comercial y de servicios (el mayor del cantón), con excelente infraestructura. Corresponde este territorio a lugares como Quesada, Betina, La Primavera, Ayala, Maynard, la zona del Country Club, Carazo, Los Laureles Sur y la calle frente a la Embajada de los Estados Unidos de América. La población suele ser de clase media alta y alta.

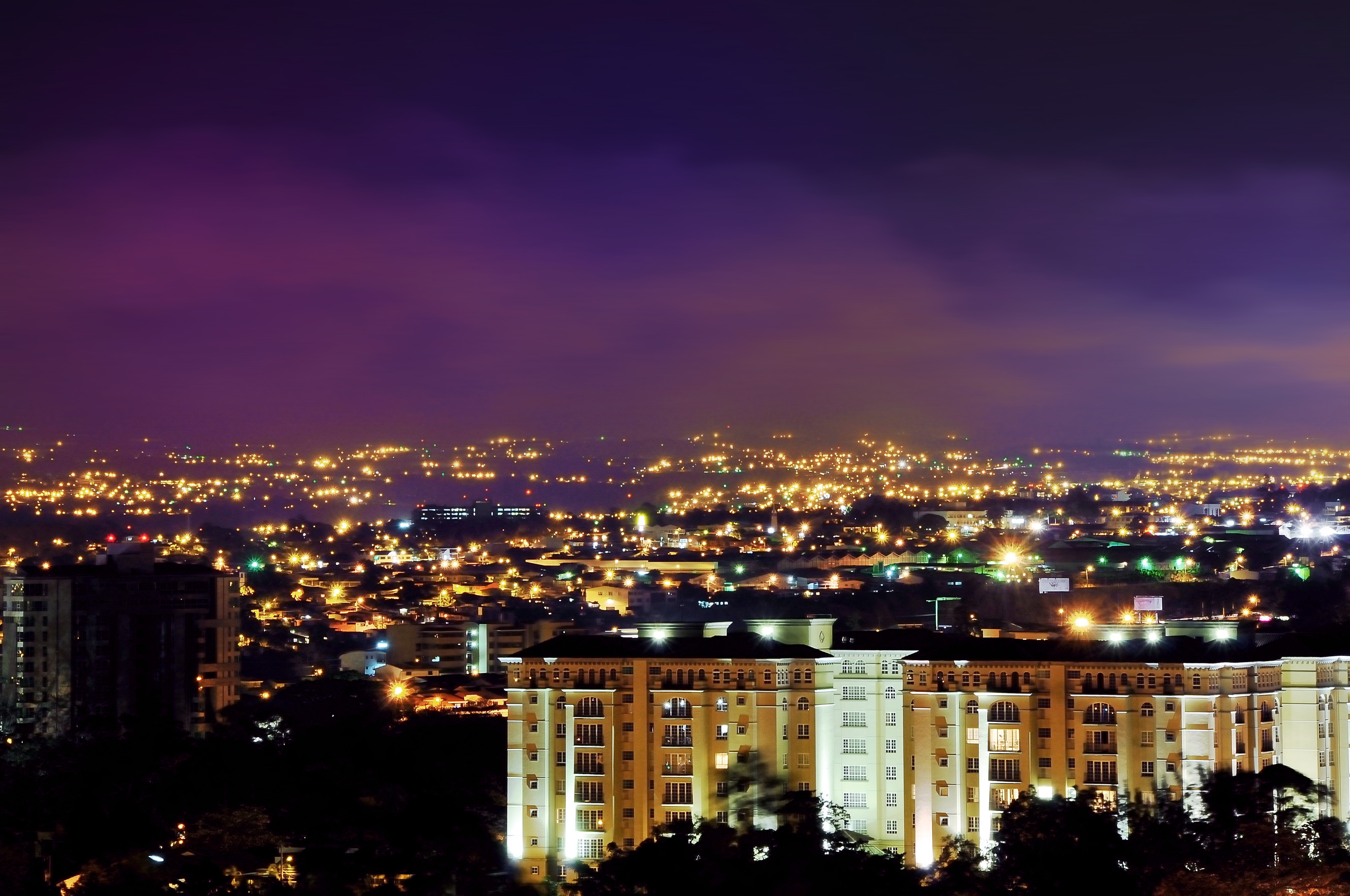
Vista de Escazú de noche.

En el oeste del distrito de San Rafael, hay centros residenciales que se encuentra en zonas de pendientes que limitan las construcciones, con problemas de erosión que provocan que las viviendas ocupen lotes grandes (unos 1500 m²). Se han desarrollado complejos habitacionales que comercializan la vista panorámica o paisajista que tiene la zona: Las Vistas, Rosa Linda, Condominios Rosa Blanca, Villas del Lago y Altos de Escazú. En el noreste de San Rafael, lugares como Tena, Palma de Mallorca, Vista Alegre y Bello Horizonte Norte presentan pendientes de leves a moderadas, con suelos muy superficiales y frágiles especialmente en las capas superiores. 
La distribución habitacional es medianamente dispersa como producto del tamaño de los lotes, los cuales son en gran parte mayores a los 1500 m². En cuanto a la infraestructura existente se puede señalar que cuenta con todos los servicios básicos (electricidad, agua potable, teléfono y otros), únicamente no existe alcantarillado sanitario y pluvial. En todos estos lugares, la población que habita generalmente pertenece a una clase media y alta. Una casa rural en San Antonio, con los Cerros de Escazú de fondo.
En Guachipelín, hay urbanizaciones de construcción relativamente reciente como Real de Pereira Norte y Sur, Alturas del Cielo y Loma Real, con lotes que no superan los 800 m², con aglomeración relativa de la población, en especial hacia el este, donde el territorio es más plano. La población suele ser de clase media en el este y de clase alta en el oeste, donde el terreno es más alto y los lotes son más grandes. En Guachipelín Sur, Bajo Las Palomas, Matapalo, La Ceiba, Los Mangos, Herrera y Prados del Convento, ubicados al noreste del cantón, se da un proceso de fraccionamiento del terreno, por lo general plano o con pendientes poco pronunciadas, y en la actualidad se presenta un fenómeno de desplazamiento de los vecinos originales de la zona (en general, de clase baja), con un aumento de la presencia de familias de clase media alta, fenómeno que se ve impulsado por la aparición de grandes centros comerciales (como Multiplaza), complejos hoteleros y de oficina. 
La zona central del cantón corresponde a los distritos de Escazú centro y parte de San Antonio, donde los barrios son en su mayoría de tipo popular espontáneo, con concentraciones de población hacia los centros de los distritos y a lo largo de las vías. El patrón de ocupación es de asentamiento y agregación espontáneo (sin grandes residenciales privados o condominios), y en algunas ocasiones se pueden encontrar propiedades donde aún se realizan actividades agropecuarias. Predominan los barrios con estructura familiar (familias que han heredado terrenos de padres y abuelos escazuceños de origen, hijos que viven cerca de padres, hermanos o parientes). Las familias son en su mayoría de clase media. Los lotes oscilan entre los 250 y 1000 m², por lo que es la zona de mayor ocupación poblacional de todo el cantón.
El sur del cantón, que corresponde al distrito de San Antonio, es la zona con las condiciones físico geográficas más difíciles para construir, por lo que la ocupación es muy dispersa. Se encuentra en esta zona la pequeña población de Bebedero. Esta zona posee grandes terrenos de uso agrícola y para pastoreo. Las vías de comunicación son de grava y tierra, en general en mal estado y con poco mantenimiento. Es de resaltar que mucha de la extensión de estos terrenos corresponde a la reserva forestal de los cerros de Escazú, lo que limita mucho la construcción.

### Iglesias

##### Iglesia San Miguel Arcángel
En el año 1793, se erigió parroquia a Escazú sin contar con una iglesia apropiada y a la vez carente de los implementos necesarios y establecidos para poder fungir como tal. Esta se comenzó a construir el 19 de mayo de 1796, fecha en que se ordenó su erección, con los implementos correspondientes, sean cáliz, vinajera y misal.
Su acabado final data del año 1799 en que fue debidamente terminada gracias a la colaboración y contribución de los vecinos, quienes aportaron arena, piedra, cal, maderas y turnándose para trabajar sin cobrar por ello un solo céntimo, muchos de los vecinos donaron una carretada de leña, café, vacas caballos y dinero en efectivo de la plata de antes, de aquel dinero que hoy se conserva como reliquia. Sus trabajos fueron totalmente gratuitos. Los aportes que no fueron utilizados directamente en la construcción de la iglesia, así como los animales, eran rifados en los turnos y su producto invertido en la construcción del templo a San Miguel Arcángel, donde se celebró la primera misa el 18 de julio de 1799.
La torre se deterioró bastante con los fuertes temblores del año de 1910, como consecuencia del terremoto de Cartago. Pero con los nuevos y fortísimos sismos del año 1924, se dañó totalmente y junto con los dos ángeles (uno a cada lado de la misma, en los puntos sur y norte) tuvo que ser demolida y construida toda de latón, mientras que los dos ángeles fueron hábilmente reconstruidos por el señor Fletis.
En la administración parroquial del presbítero José Manuel Chacón, período 1959-1962, la torre varió mucho de su primitiva y antigua forma; desaparecieron los ángeles para dar lugar a la colocación de los tres arcángeles con San Miguel al centro de ellos.
En 1992, el cura párroco Walter Howell Castro, haciendo una inspección en las paredes del templo, removió una capa de repello que había sido colocada en alguna restauración de la iglesia, quedando al descubierto unos sillares de apariencia de piedra, que datan de 1840 (durante la segunda construcción del edificio), hechos de lava sedimentada de una erupción volcánica de hace 3 millones de años, según lo constató un geólogo de la Universidad de Costa Rica. En el año de 1999, para el bicentenario de la fundación de la iglesia, se hizo una remodelación de la fachada del templo, agregándose dos torres de 20 metros de altura, simbolizando los dos siglos, con la intención de darle al templo un estilo románico. Las torres estaban hechas de hierro prefabricado, forrado con un ligero revestimiento de cemento, y estaban montadas sobre sólidas bases de concreto. Estas torres fueron posteriormente removidas y solamente quedaron las bases.
Otro de los atractivos de la iglesia es el conjunto de las catorce estaciones del Vía Crucis, de estilo barroco español, traídas en 1920 y talladas en madera por el escultor austriaco Ferdinan Stuffleser, siendo la parroquia de San Miguel la única en Latinoamérica que cuenta con obras de este artista europeo.

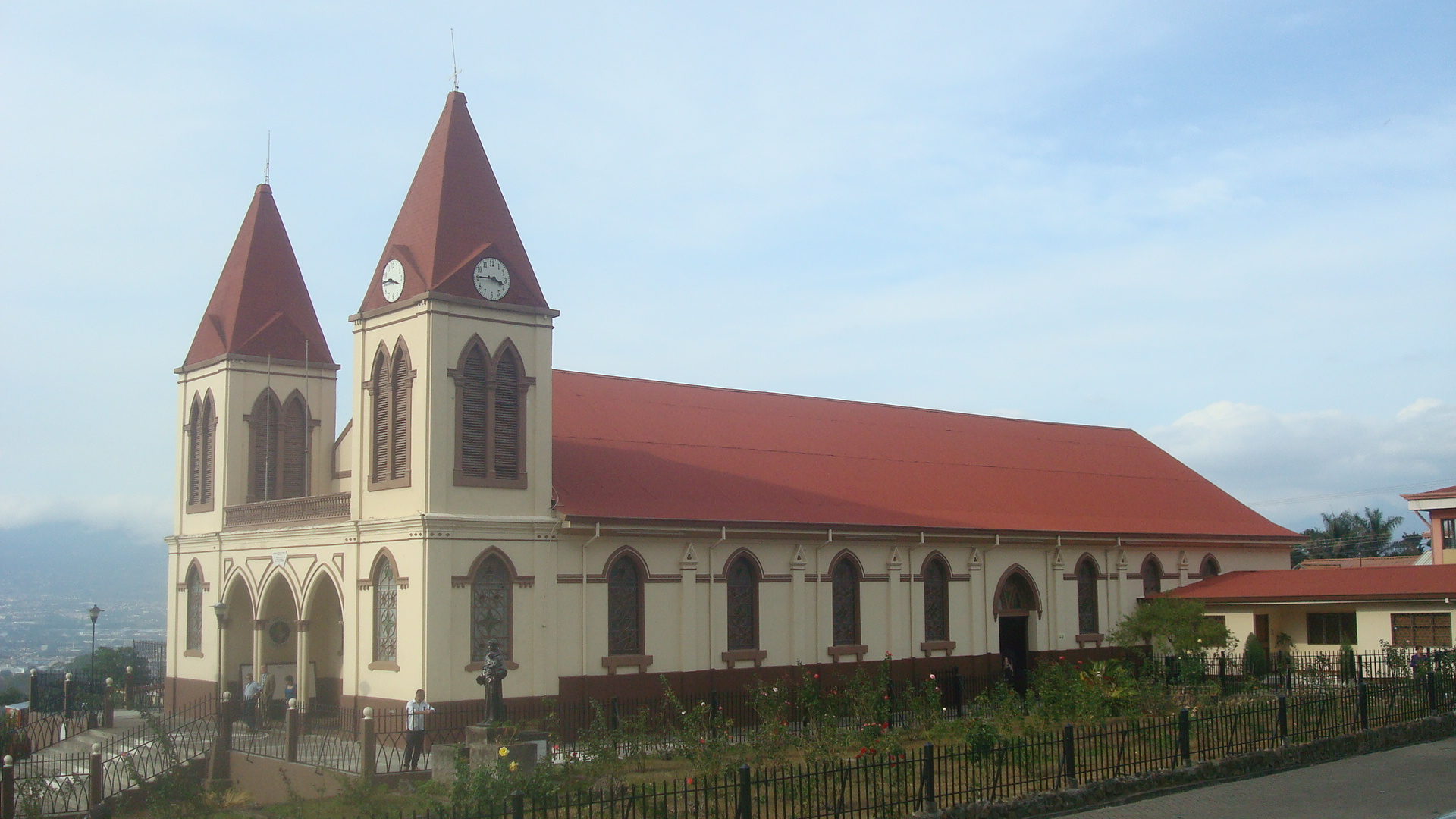
Iglesia de San Antonio de Padua en el distrito de San Antonio.

##### Iglesia San Antonio de Padua
Fue erigida en 1939 en el distrito de San Antonio de Escazú, en honor a San Antonio de Padua. Con cierto aire de estilo neogótico, debido a limitaciones económicas, el templo se construyó con el esfuerzo directo de la población y aplicando sistemas constructivos basados en materiales livianos y accesibles, que además fueran resistentes a los sismos, cuidado que se acentuó tras el terremoto de Cartago de 1910. Entre dichos materiales, las maderas de los bosques cercanos se utilizaron en la estructura de su fábrica o volumen principal, aplicando luego sobre ella la técnica del llamado bahareque francés, es decir, un forro tupido de caña castilla con un repello de concreto sobre el cual se aplicaron las decoraciones y molduras necesarias.
Esa construcción de planta rectangular longitudinal orientada canónicamente de oeste a este, rematada por un ábside y dividida en tres naves, fue techada con hierro galvanizado laminado importado directamente de Alemania, lo mismo que algunos de sus accesorios metálicos. Toda la obra estuvo a cargo de don Santiago Bustamante Guerrero, mientras que la decoración interior estuvo a cargo de Pedro Arias Zúñiga.
En ella se encuentra un famoso portal en movimiento, de estilo único y popular, activado con cuerdas y poleas movidas por agua, que es visitado como atractivo turístico, obra también de Pedro Arias, donde el nacimiento de Jesucristo se ve rodeado de los más pintorescos personajes, actividades y diversiones populares costarricenses. Se pueden observar figuras de las leyendas costarricenses como el padre sin cabeza y la Bruja Zárate, una campesina moliendo café, un trapiche, una marimba, bueyes cargando madera, una rueda de Chicago, un molino de agua, un carrusel y a la Sagrada Familia, entre otras atracciones en miniatura. Según el Decreto Ejecutivo N.º 29468-C, publicado en La Gaceta N.º 91 del 14 de mayo de 2001, la iglesia fue declarada e incorporada al Patrimonio Histórico Arquitectónico de Costa Rica.

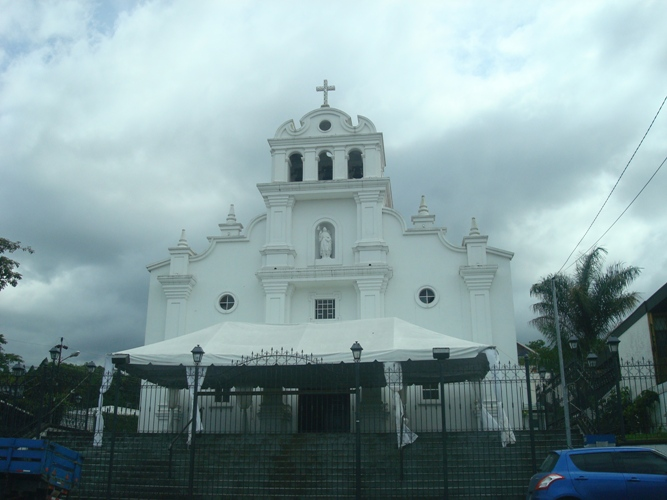
Iglesia de San Rafael de Escazú.

##### Iglesia San Rafael Arcángel
Ubicada en el distrito de San Rafael y dedicada al santo homónimo, fue erigida en 1950, en terrenos donados por doña Josefa Saborío de Flores en 1943. Su constructor fue Narciso Montero. Ya casi terminado el cuerpo de la iglesia hacia 1950, le fue encargada la realización de su fachada al distinguido pintor y arquitecto costarricense Teodorico Quirós Alvarado quien, influenciado por la corriente del estilo neocolonial hispanoamericano de la segunda mitad del siglo XX, diseñó la fachada inspirándose en la iglesia de las ruinas de Ujarrás, de estilo barroco español. La Iglesia de San Rafael posee pues, un estilo neobarroco, con una planta eclesial típica, con una sola nave y presbiterio, más un atrio angosto que le da acceso. Es el más tardío ejemplo de aquella tendencia neocolonial, y su emplazamiento en alto sumado a su carencia de orientación canónica - mira hacia el norte y no hacia el oeste - vuelven a este templo una admirable joya religiosa de arquitectura mestiza, siempre apreciable desde el eje vial que une los cantones de Escazú y Santa Ana.

##### Otras iglesias y capillas
- Iglesia de San Gabriel Arcángel: se encuentra en el barrio de Guachipelín, en el distrito de San Rafael. Fue construida en 1980.
- Capilla de Nuestra Señora de Montserrat: ubicada en Bello Horizonte. Erigida en 1995.
- Iglesia de Nuestra Señora del Carmen: se halla en el barrio El Carmen. Erigida en 1968.
- Capilla de San Francisco de Asís: localizada en el barrio de Bebedero. Erigida en 1954 y templo actual inaugurado en 1985.
- Capilla del Sagrado Corazón de Jesús: se localiza en el barrio Corazón de Jesús. Fue levantada en 1976.

### Casas de adobe
Escazú es uno de los pocos cantones de Costa Rica donde aún pueden encontrarse casas hechas de adobe, un tipo de vivienda que fue común en Costa Rica durante la época de la colonia española y que por más de doscientos años desde la fundación del cantón, fue parte fundamental de su paisaje urbano y rural, representando los últimos vestigios del Escazú campesino.
De paredes muy gruesas, con piso de tierra y techo de tejas, el adobe consistía en un barro mezclado con zacate picado o bagazo de caña de azúcar, amalgamados por el apisonamiento de bueyes, y en algunos casos, por los pies descalzos de los peones, con lo que se formaban bloques que luego se secaban al sol. Casi siempre eran hechas por el mismo propietario, con la ayuda de familiares y vecinos. Estas edificaciones generalmente contaban con un corredor al frente, y a veces con uno o dos más a sus lados, donde había escaños de madera para sentarse. Otras sobresalían por sus tapias entejadas, cubiertas de guarias moradas y veraneras. En la parte trasera, algunas tenían un horno de barro, cuya parte superior tenía una forma semiesférica, y donde se horneaba el pan y los bizcochos. Además, en ese sector se encontraba el pilón de café, el molino de maíz de mano, el fogón de leña y el filtro de piedra, para purificar el agua.
Las casas de campo contaban a menudo con una troja, que era un galerón donde se guardaba la leña, la carreta y el yugo; mientras que una troje o granero de madera, servía para almacenar los frijoles, el maíz y el arroz.
Una característica de estas construcciones es que se acostumbraba pintarlas de dos colores, los únicos disponibles en esa época: el blanco, que se obtenía de la cal, y con el que se cubría la parte superior de las paredes, en tanto que, en la parte baja se usaba el azul prusia, color natural que se extraía de un arbusto denominado añil. Se dice que la razón por la que se daba esta combinación de colores, era debido a que como las casas no contaban con canoas, cuando llovía, el agua al caer en la calle, salpicaba y ensuciaba la parte inferior de la estructura, por lo que el color más oscuro abajo, disimulaba el problema.

Construidas sobre bases de piedra o terreno apisonado, para hacerlas más resistentes a los temblores, tenían ventanas de madera de abrir y cerrar, con total ausencia de cielo rasos, y por la naturaleza de sus materiales proporcionaban un ambiente fresco en los días calurosos y una adecuada protección contra el frío durante las noches.

### Monumentos

#### Monumento del nuevo siglo
Al costado sur de la Iglesia de San Miguel, se encuentra un pequeño monumento que fue erigido en 1901, como agradecimiento del pueblo escazuceño a Dios por el paso del siglo XIX al siglo XX. La obra, ubicada en el jardín sur de la iglesia, ha permanecido imbatible al paso del tiempo y hasta el día de hoy conserva su apariencia original. Por su interior han pasado diversas imágenes religiosas. Actualmente, se encuentra una réplica a escala natural de la imagen de la Virgen de los Ángeles, patrona de Costa Rica.

#### Campana "La Josefa"
La Josefa es una campana donada por el presbítero José Zamora a la parroquia de Escazú en el año de 1902. Utilizada por muchos años por el templo para diversas actividades cívicas y religiosas, quedó muda cuando un desconocido la detuvo bruscamente cuando estaba sonando y la dañó.
La campana, hecha totalmente de hierro, tiene una rajadura, que fue producto del intento que hizo el cura párroco Walter Howell Castro en 1991 al pagar a un hombre para que la arreglara, con el propósito de que volviera a sonar, lo cual no fue exitoso. La campana actualmente adorna el monumento a los héroes escazuceños de 1856 (ubicado al costado norte de la iglesia), creado en 1995 por iniciativa del padre Howell y el historiador Jorge Montoya Alvarado.

#### Kiosco de la plaza de Escazú
Al costado oeste de la iglesia se ubica el parque de Escazú, lugar de habitual reunión domingueña entre los parroquianos que asisten a la misa del domingo, o bien, que se reúnen para practicar deporte en sus canchas de baloncesto o fútbol de salón, o simplemente para sentarse a sestear en sus bancas de piedra. En el centro del parque estuvo, hasta 1939, un kiosco donde se realizaban recreos en las tardes de domingo y las retretas por las noches, especialmente durante las fiestas cívicas y patronales o en cualquier evento especial. Ambas actividades consistían en conciertos musicales con la banda de Escazú que alegraban el ambiente con sus notas. Fue inaugurado el 29 de septiembre de 1923 y persistió hasta su demolición por deterioro, para luego ser substituido por otro kiosco más grande que es el que actualmente se encuentra en dicha plaza.

#### Monumento al boyero y la carreta costarricenses
Este conjunto escultórico se encuentra ubicado en el distrito de San Antonio, en la plaza central frente a la Iglesia de San Antonio de Padua, y se trata de una obra del escultor y profesor de la Escuela de Artes Plásticas Mario Parra Brenes, con la colaboración de docentes y estudiantes de esta unidad académica y funcionarios de la Compañía Holcim. Este monumento es un reconocimiento público a la importancia de la tradición del boyero y la carreta en Costa Rica, la cual fue declarada por la UNESCO como Patrimonio Oral e Inmaterial de la Humanidad en el año 2005. Fue inaugurado el 5 de marzo de 2009 durante las celebraciones del Día del Boyero, en medio de presentaciones artísticas y bailes folklóricos.
La obra fue realizada en alto y bajo relieve, siguiendo la técnica de modelado en arcilla y posteriormente vaciado en concreto coloreado. Tiene 65 metros de longitud y tres metros de alto. Inspirada en los cuadros de los pintores costarricenses Fausto Pacheco y Teodorico Quirós Alvarado y en los cuentos de Carlos Salazar Herrera y Aquileo Echeverría, en la obra aparecen los cerros de Escazú, el cerro San Miguel con su cruz, Pico Blanco, Pico Alto, el cerro Banderas, el cerro Tapezco, La Ventolera; más abajo están formas de cultivo y parcelación de la tierra, la arquitectura rural, la presencia de la iglesia típica y el recorrido de los boyeros con sus bueyes y carretas. También se incorporaron materiales y productos como la piedra, la madera, la arcilla, el café, la caña, el banano y el maíz, y escenas típicas como los paseos dominicales de los niños en carreta, la señora y el horno de leña, la pulpería y la cantina, todo lo cual funciona para rememorar el bucólico Escazú rural de antaño.

## Demografía
Para el año 2022, Cantón de Escazú cuenta con una población estimada de 71 500 habitantes, y para el último censo efectuado, en 2011, Cantón de Escazú contaba con una población de 56 509 habitantes.
Del total de la población, 27 436 habitantes, que representa el 48,55% del total de la población del cantón, se concentra en el distrito de San Rafael, el más poblado. Le sigue, el distrito de San Antonio con un 46,71%, y por último el distrito de Escazú con un 23,94% del total de población.
De acuerdo con el Atlas de Desarrollo Humano Cantonal de Costa Rica 2016, el cantón cuenta con una esperanza de vida de 79,3 años y una alfabetización del 99,3%.
De acuerdo al censo nacional del 2011, el 19,9 % de la población nació en el extranjero. El mismo censo destaca que había 16 565 viviendas ocupadas, de las cuales, el 74,3 % se encontraba en buen estado, y que había problemas de hacinamiento en el 3,8% de las viviendas. El 99,3% de sus habitantes vivían en áreas urbanas. Además, la escolaridad promedio alcanza los 10,9 años.

## Cultura

### Símbolos

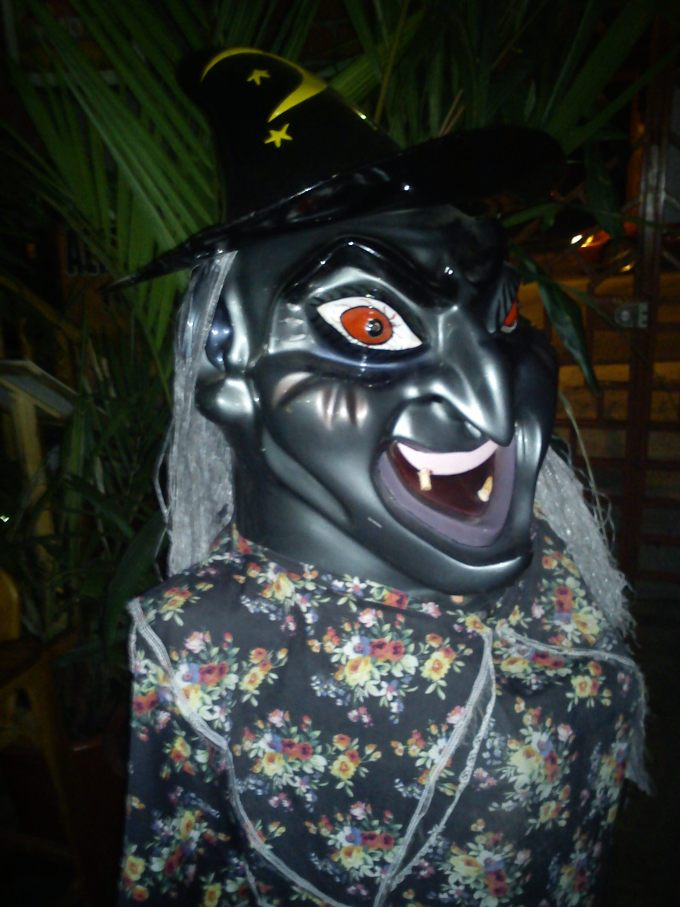
Mascarada de una bruja.

#### Escudo
El escudo del cantón de Escazú data de 1940 y fue creado por Víctor Manuel Sandí Trejos, cuando éste era alumno de la Escuela República de Venezuela. El diseño de Sandí fue el ganador en un concurso organizado por el director de la escuela, Benjamín Herrera Angulo, entre alumnos de tercero a sexto grado de dicho centro educativo.
Este escudo fue oficializado el 4 de diciembre de 1974, bajo la presidencia del Concejo Municipal presidido por Enrique Segura Seco, regidor, luego de que el Instituto de Fomento Agrícola y Municipal de Costa Rica instara a los cantones del país a organizar su propio emblema. Fue develado por primera vez en 1975, durante la presidencia del regidor Marcos Aguilar Arias.
El diseño del escudo reúne varios elementos representativos del cantón: bajo un lema que dice «Escazú, Ciudad de las Brujas», presenta un soporte de tipo polaco, de esmalte plateado, dentro del cual, en un solo cuartel, se pueden observar la figura de una bruja volando en el cielo, un templo católico, tres montañas que representan a los cerros de Escazú, y una rama de café y otra de maíz, productos agrícolas de la región, que se entrelanzan en la parte inferior del blasón.

#### Ciudad de las Brujas
El cantón de Escazú es conocido popularmente en Costa Rica como "La Ciudad de las Brujas", esto debido a la gran cantidad de leyendas y mitos que se cuentan de este cantón, pero en especial debido a la leyenda de la Bruja Zárate. Este término fue inmortalizado por el escritor costarricense Carlos Salazar Herrera en su cuento "La Bruja", uno de sus más famosos "Cuentos de Angustias y Paisajes", y el cual está ambientado en Escazú. Este cuenta la historia de una joven mujer que acude a una bruja para que ésta le otorgue un "agüizote" para enamorar al hombre que ama.
También se cuenta que el origen del nombre podría deberse a que en el cantón de Escazú siempre existieron gran cantidad de curanderas. Otro posible origen del nombre surge en el hecho de que el Acta de Independencia de América Central, firmada en Costa Rica el 29 de octubre de 1821, estipula que en la autonomía se deben dar una serie de condiciones, entre ellas, tener como única aceptada en el país la religión cristiana católica. Los judíos escazuceños, entonces, empezaron a reunirse a escondidas en el subsuelo de Escazú, así como en sinagogas ocultas en el interior de edificios. Ya que en esos ritos la mayoría de las invocaciones a Dios y ruegos se dan en idioma hebreo, y como los rabinos vestían de negro, la gente comenzó a creer que eran brujas, realizando hechizos o aquelarres. 

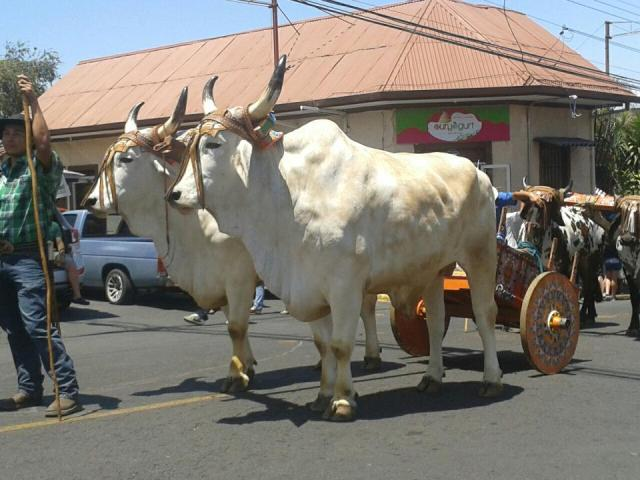
Celebración del día nacional del boyero costarricense en el distrito de San Antonio.

#### Día del Boyero
Desde 1983, en el distrito de San Antonio se celebra el Día Nacional del Boyero Costarricense, cada segundo domingo del mes de marzo. Durante este día, cientos de boyeros con sus carretas, provenientes de todo el país, realizan un colorido desfile desde el parque frente a la Iglesia de San Miguel Arcángel hasta la plaza frente a la Iglesia de San Antonio de Padua, donde los participantes son homenajeados, se entregan obsequios, se venden comidas típicas, se presentan danzas folclóricas, desfiles de mascaradas y en general, se da un ambiente de fiesta popular. Las carretas normalmente son pintadas por los mismos boyeros y es costumbre que niños vestidos con trajes campesinos tradicionales viajen sobre ellas. Esta festividad se realiza dado que la carreta típica es símbolo nacional de Costa Rica, y es un elemento fundamental de la cultura campesina, puesto que dicho instrumento de trabajo formó parte íntima del desarrollo económico del cantón en particular y del país en general durante parte de su historia. La tradición del boyeo y la carreta en Costa Rica fue declarada por la UNESCO como Patrimonio Oral e Inmaterial de la Humanidad en el año 2005.

#### Mascaradas
La tradición de la mascarada costarricense, conocida también como mantudos o payasos, son herencia de las fiestas de gigantes y cabezudos españolas y datan de la época de la colonia española en Costa Rica. Tienen su origen en la ciudad de Cartago, antigua capital colonial del país. Aunque esta tradición es común en todo el país, los talleres más destacados se ubican en cantones como Oreamuno, Escazú, Desamparados, Nicoya, Guatuso, Barva y Aserrí.
En el caso de Escazú, la tradición fue introducida durante el siglo XIX por Santiago Bustamante Guerrero, primer mascarero del cantón, quien además fue maestro de obras, pintor, escultor, carpintero y artesano. Durante los años 1930, Santiago Bustamante heredó la afición de la mascarada a Pedro Arias Zúñiga, quien llegó a ser reconocido como uno de los principales mascareros costarricenses por más de 50 años. Pedro Arias tuvo dos méritos: primero, construyó una armazón de caña, que luego pasó a ser de hierro, para hacer a los mantudos tan altos como si fueran zanqueros. Además, las dio a conocer a nivel nacional llevando las mascaradas escazuceñas a fiestas patronales de pueblos, además de ser el creador de algunas de ellas como la de Palmares. Arias dejó discípulos que siguieron su tradición, como sus nietos Pedro Arias Madrigal y Gerardo Montoya Arias, y los señores Enrique Barboza Morales y Raúl Fuentes Padilla.
Los desfiles de mascaradas escazuceñas son frecuentes durante celebraciones populares como turnos, el Día del Boyero o el Día de la Mascarada Tradicional Costarricense (31 de octubre), así como en las fiestas patronales de los santos de cada distrito. Generalmente desfilan acompañados de cimarronas, que son bandas de músicos aficionados locales que, al llegar a una esquina durante el desfile, tocan música, haciendo que los mantudos «bailen». Una vez que la música se detiene, los mantudos comienzan a corretear a los transeúntes.

### Educación

#### Escuelas
- Escuela República de Venezuela
- Escuela Benjamín Herrera Angulo
- Escuela Juan XXIII
- Escuela Colegio I.E.G.B. Presbítero Yanuario Quesada Madriz
- Escuela David Marín Hidalgo
- Escuela Guachipelín
- Escuela Barrio Corazón de Jesús
- Escuela Bello Horizonte
- Escuela Barrio El Carmen
- Colegio Nuestra Señora del Pilar (Cuenta con educación primaria)
- Escuela Campestre Diurna

#### Colegios, liceos e institutos
- Liceo de Escazú
- Colegio Nuestra Señora del Pilar
- Colegio Técnico Profesional de Escazú
- St. Mary High School
- Mount View School
- West College
- Washington School
- Blue Valley School

### Deporte
Escazú, junto a los cantones de Mora, Santa Ana y Puriscal, fue la sede de los Juegos Deportivos Nacionales de Costa Rica en enero de 2011.

#### Fútbol
Históricamente, el fútbol escazuceño ha deparado buenos jugadores al fútbol nacional de Costa Rica, entre los que destacan:

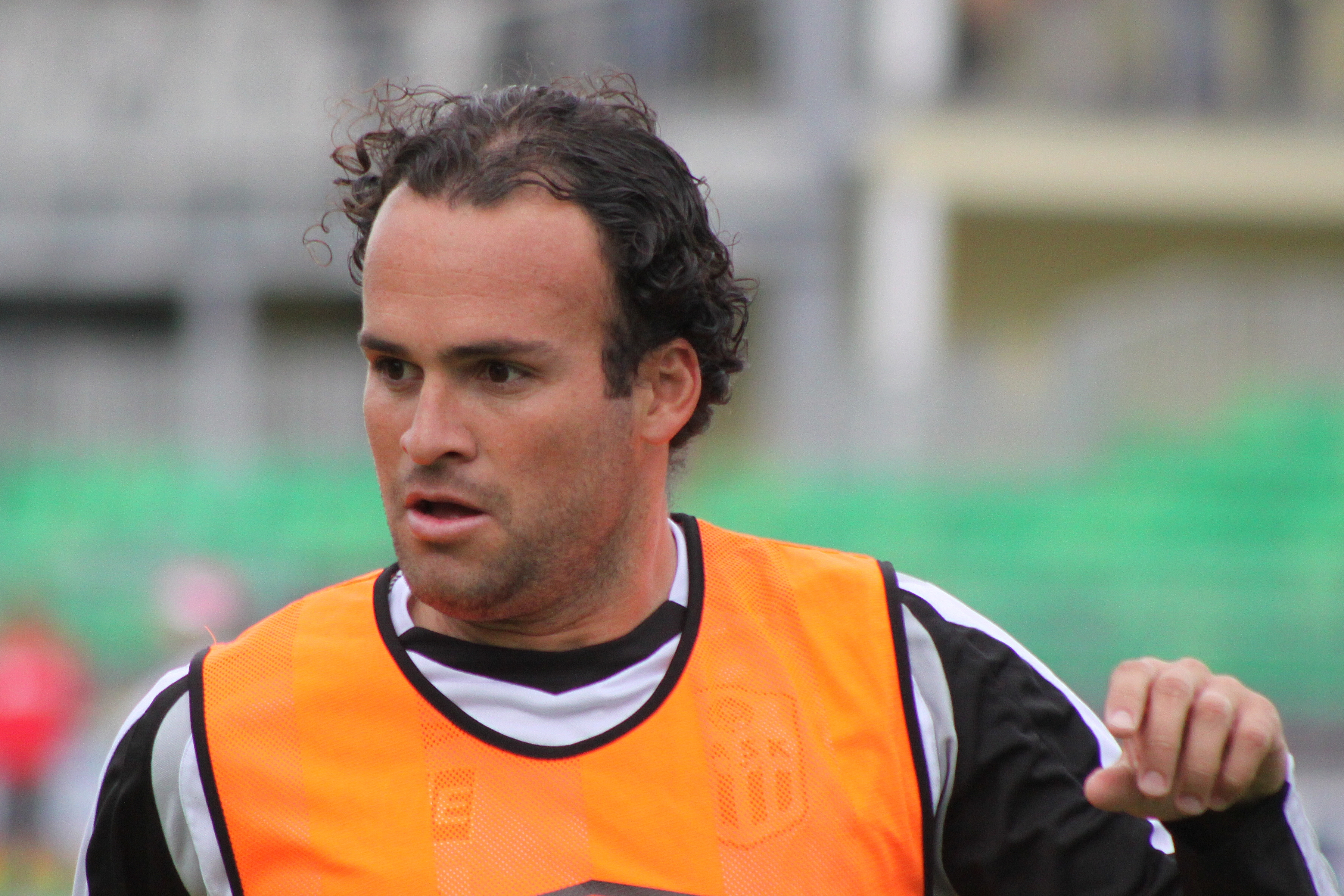
El jugador escazuceño Pablo Chinchilla cuando militaba en el LASK Linz.

- El jugador escazuceño Pablo Chinchilla cuando militaba en el LASK Linz.Napoleón Macís Quesada: Durante los años 70, jugó con los equipos escazuceños Danubio F.C, Club Atlético Escazú (1956) y Deportivo Monestel, y luego en segunda división con los nacionales Universidad de Costa Rica y Orión FC. Luego, en primera división jugó con el equipo de Limón, Club Sport Herediano y con el Club Sport Cartaginés. En el exterior, participó por 2 años con el equipo Galicia F.C de Venezuela. Marcó 10 goles en su carrera profesional.

- Roger Álvarez Sánchez: Delantero y volante que llegó a la primera división en 1972 con A.D. Ramonense; luego continuó con el Club Sport Herediano, Liga Deportiva Alajuelense y Asociación Deportiva Sagrada Familia, hasta 1987. Fue campeón con Heredia en 1978, 1979 y 1981, y con Liga Deportiva Alajuelense en 1983. Jugó en segunda división con Palmares, en 1988. Participó como seleccionado nacional en las eliminatorias de Argentina 1978 y España 1982 y fue jugador olímpico en Moscú 1980 y en los Panamericanos de 1979. Marcó 77 goles en su carrera profesional.

- Juan Morales Madrigal: Acumuló 50 goles y 250 asistencias en su trayectoria como centrocampista en el balompié profesional. Se inició con los equipos escazuceños Diafan, Dimas, Atlético y Estudiantes. Fue jugador de primera división de 1982 a 1993 con Barrio México, Herediano, Saprissa y Carmelita. Fue seleccionado nacional en dos ocasiones: juvenil (1979-80) y mayor (1992-93). Fue nombrado el mejor jugador del año en 1991, 1992 y 1993.

- Oscar Solís Brown: Delantero que se destacó a inicios de los años 80 con los equipos escazuceños Los Ángeles, Dimas, Deportivo Ubaldo Chaves y la Selección de Escazú. Años después siguió en la segunda división con Liberia, Pérez Zeledón y Curridabat. Su paso por la primera división fue entre los años 1986 a 1992 con los equipos Asociación Deportiva Generaleña, Municipal de Pérez Zeledón, Curridabat y Uruguay de Coronado. Anotó un total de seis goles en el fútbol profesional.

- Orlando Sibaja Valverde: Defensor central con una múltiple y destacada participación en la primera división, de 1989 a 1999, con los equipos de Herediano, Limón, Municipal Puntarenas, Cartaginés y Goicoechea. Fue mundialista juvenil en Arabia Saudita en 1989, seleccionado Sub-21 en 1991, Sub-23 en 1992 y mayor en 1993. Se coronó campeón con Herediano en 1993 y con el Jalapa de Guatemala en 2000. Marcó 10 goles. Se inició como delantero con los mosquitos de Barrio México, en 1977.

- Pablo Chinchilla Vega: Defensor. Ha sido seleccionado nacional en cuatro oportunidades: infantil (1995), juvenil (1997), Corea-Japón 2002 y Alemania 2006. Internacionalmente ha jugado con Los Angeles Galaxy en 2005, donde fue campeón, y desde 2006 con el SC Rheindorf Altach de Austria en primera división, tras un paso por el LASK Linz.

- Marvin Angulo Borbón: Centrocampista, ha jugado con Club Sport Herediano, Uruguay de Coronado, Melbourne Victory, Saprissa.

Entre los equipos de fútbol históricos de cantón en la tercera división, se cuentan (entre paréntesis el año más destacado del equipo): Club Sport Fénix (años 20), Club Sport Acción Católica (1950), Danubio F.C (1960 y 1971), Selección de Escazú (1971), Atlético Escazú (1972 y 1978), Deportivo Monestel (1991) y Brujas Fútbol Club (2004-2011), este último logró el título nacional de primera división en el torneo de invierno del año 2009, cuando tenía su sede en Desamparados.
En la actualidad, el cantón de Escazú posee un equipo en la Liga de Ascenso (segunda división) del fútbol de Costa Rica: la Asociación Deportiva Juventud Escazuceña, fundada en el año 2000, que nació luego de la adquisición de la franquicia de la Asociación Deportiva Zona Norte (San Carlos). El equipo cuenta con una planilla con un 80% de jugadores del cantón. También posee un equipo femenino de primera división, la Asociación Deportiva DIMAS Escazú, que también posee una filial en la segunda división.

#### Baloncesto
El equipo de baloncesto de Escazú es uno de los principales equipos que participa en la Liga de Baloncesto Superior de Costa Rica. Este equipo se encuentra administrado por la Asociación Escazuceña de Baloncesto (ESCOBA). Logró ser campeón del baloncesto nacional en 2001, siendo entrenador Rodolfo Fonseca, y subcampeón nacional en el torneo de clausura del 2011. Su actual técnico es Jorge Argüello.

#### Tenis
El reconocido evento la Copa del Café, importante torneo internacional de tenis juvenil, se celebra todos los años en el mes de enero en el Costa Rica Country Club, ubicado en el distrito de San Rafael, en el cantón de Escazú.

#### Boxeo
El boxeador escazuceño Bryan El Tiquito Vásquez ganó el título Latino Súper Pluma de la Asociación Mundial de Boxeo por decisión unánime en 11 asaltos el 30 de julio de 2011 durante la velada boxística del KO a las drogas, realizada en el Gimnasio Nacional de Costa Rica.

#### Montañismo
El escazuceño Warner Rojas Chinchilla fue el primer costarricense en escalar el monte Everest el 25 de mayo de 2012.

#### Atletismo
Desde 2009, se celebra en el cantón la Clásica Las Brujas, prueba de atletismo de fondo.

### Salud

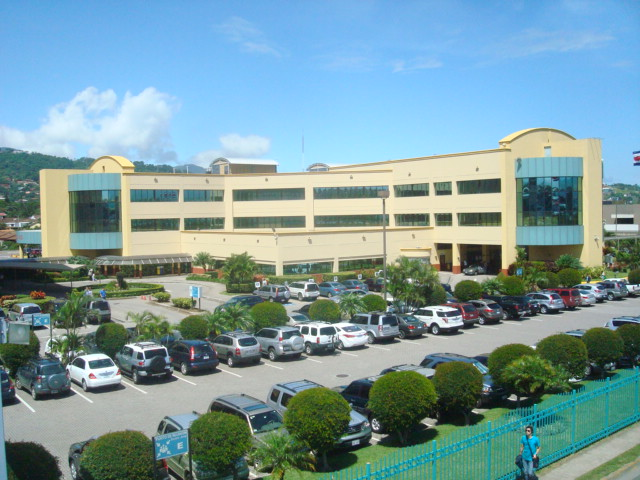
Hospital CIMA, en el distrito de San Rafael.

En el cantón funcionan cinco equipos básicos de atención integral en salud (EBAIS) de la Caja Costarricense del Seguro Social (CCSS), ubicados en Escazú Centro, Barrio Corazón de Jesús, San Antonio, Guachipelín y San Rafael, administrados actualmente por la cooperativa privada COOPESANA merced a un convenio con la Caja, dentro del Área de Salud de Escazú. Estos EBAIS atienden a 64 000 asegurados.
El segundo nivel de atención en salud pública corresponde a la Clínica Dr. Ricardo Moreno Cañas, ubicada en Barrio Cuba (San José), a 20 minutos de Escazú por carretera, aunque siempre ha existido un proyecto de construir una clínica pública exclusiva para el cantón. El tercer nivel de atención en salud corresponde al Hospital San Juan de Dios ubicado en San José. Además, en el cantón se encuentran varias clínicas y consultorios privados y el Hospital CIMA, también privado y uno de los mejor equipados del país.
El cantón cuenta con una sede de la Cruz Roja, ubicada también en Escazú Centro.

### Ambiente
El cantón de Escazú está situado en las laderas montañosas del límite sur-este del Valle Central, donde se encuentran elevaciones importantes como los Cerros de Escazú. Estos cerros pertenecen a un área protegida que abarca territorios de los cantones de Santa Ana, Mora, Acosta, Aserrí, Alajuelita y Escazú. La protección de estos cerros se fundamentó en su potencial hídrico, que para el cantón de Escazú significa el abastecimiento de aproximadamente un 30% de su población.
La Municipalidad de Escazú cuenta con un importante programa de reciclaje y selección de desechos, recolección de basura de jardín y recolección de desechos no tradicionales.

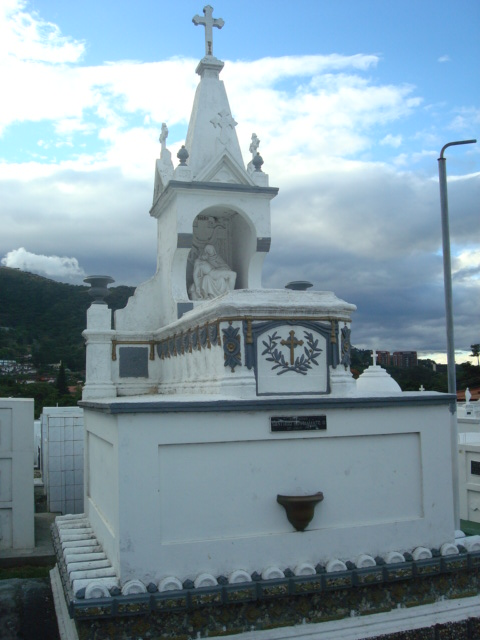
Tumba propiedad de la familia Bustamante en Escazú. Se aprecia una réplica de La Piedad, elaborada por el escultor y patriarca de la familia, Santiago Bustamante Guerrero.

### Personajes
- Mercedes Guillén López (1825-1875): imaginero escazuceño, fue primero teniente y luego comandante del ejército nacional durante la Campaña Nacional de 1856-1857. Estuvo al frente del batallón escazuceño que participó en dicha guerra. Algunos de sus trabajos aún se conservan, como el Cristo Yacente, en la parroquia de San Miguel, y la Mater Dolorosa que se encuentra en la parroquia de San Rafael de Escazú.

- Benjamín Herrera Angulo (1879-1950): Educador y director de la antigua Escuela de Escazú y de la escuela República de Venezuela, jefe político de Escazú, presidente de la Conferencia de San Vicente de Paúl, para el socorro de los necesitados. Director de la Filarmonía y maestro por muchos años en la capilla de la Parroquia de Escazú. Fundador de la Banda de Escazú y del Teatro de Escazú. Una de las dos escuelas del centro de Escazú lleva su nombre.

- Nicolás Macís Quesada (1862-1961): Ocupó importantes cargos públicos y fue promotor de obras sociales, culturales y religiosas, además de dirigente del fútbol escazuceño. El estadio de Escazú lleva su nombre.

- Álvar Macís Guerrero (1915-2006): Escritor, músico y poeta, hijo de Nicolás Macís Quesada, representante del folclore escazuceño. Declarado «Hijo Predilecto del Cantón de Escazú». También fue árbitro nacional e internacional de fútbol.
- Manuel Zavaleta Volio (1881-1939): cura párroco de Escazú entre 1925 y 1939, recordado en el pueblo por su entrega a favor de los necesitados que incluso le llevó a morir en la pobreza.

- Pedro Madrigal Monge (1885-1961): político escazuceño. Fue presidente municipal, de la Junta Progresista y de la Junta de Educación del cantón.

- Napoleón Chinchilla Abarca (1870-1948): Educador, fungió como director de la Escuela de Escazú. Colaboró durante varios años con la Conferencia de San Vicente de Paúl, para la ayuda a los necesitados.

- Santiago Bustamante Guerrero (1894-1965): artesano, escultor, pintor y maestro de obras escazuceño, constructor de la Iglesia de San Antonio. Fue el que introdujo la primera mascarada en el cantón. Sobre la tumba de su familia hay una réplica de «La Piedad» de Miguel Ángel, esculpida por él mismo.

- Pedro Arias Zúñiga (1901-1980): artesano, continuó la tradición de las mascaradas de Escazú iniciada por don Santiago Bustamante, además de ser el creador del portal en movimiento de la Iglesia de San Antonio y de la decoración interior de la iglesia.[33]

- Amancio Corrales Mora (1928-1999): maestro de obras cartaginés, por muchos años gran cantidad de las obras de infraestructura del cantón estuvieron a su cargo. Remodeló en una ocasión la Iglesia de San Miguel, así como la fachada del Colegio Nuestra Señora del Pilar. También construyó las iglesias de Tierra Blanca de Cartago, la de Puriscal, la de Ciudad Colón y en dos ocasiones hizo restauraciones en la Basílica de los Ángeles en Cartago.

- Santiago Fernández Meléndez (1914-2000): político escazuceño, quien entre otros logros fue el responsable del asfaltado de las calles de tierra de Escazú en los años 70, el alumbrado público, la construcción de puentes, así como la compra de los terrenos para la construcción del Liceo de Escazú. Durante su gobierno el cantón experimentó un gran progreso.

- Franklin Javier León Blanco (1966-2003): líder juvenil, político y diputado ante la Asamblea Legislativa de Costa Rica entre 1994 y 1998. El gimnasio y la piscina del Liceo de Escazú, construidos gracias a gestiones suyas, llevan su nombre.

- Walter Howell Castro: cura párroco de Escazú durante 18 años (1983-2001), impulsó importantes obras sociales en beneficio de los más necesitados, a pesar de no ser escazuceño de origen.

- Liborio Fernández Delgado (conocido como Tuto Yoyo): campesino escazuceño nacido en 1888 y muerto en 1998 a los 99 años de edad, conocido en el cantón porque decía, según él, haber capturado a la horripilante bruja Tulevieja, amarrándola con un trozo de bejuco llamado "de Yazú" y paseándola luego por las calles del Escazú de antaño. Fue uno de los personajes más longevos en la historia del cantón.

- Edgar Jiménez (conocido como Tula): campesino descalzo y cantante de música típica, se caracterizaba por su vocabulario rico en palabras y expresiones propias del campesino costarricense.